# Adam de Vos
Adam de Vos (Victoria, 21 de octubre de 1993) es un ciclista canadiense que fue profesional entre 2015 y 2023.

## Palmarés
2017
- 1 etapa del Joe Martin Stage Race
- Raiffeisen G. P.

2018
- 1 etapa del Tour de Langkawi[2]
- Delta Road Race

2019
- Campeonato de Canadá en Ruta

## Resultados en Campeonatos del Mundo
Durante su carrera deportiva consiguió los siguientes puestos en los Campeonatos del Mundo en carretera:
| Carrera         | Carrera         | 2015 | 2016 | 2017 | 2018 | 2019 | 2020 | 2021 | 2022 | 2023 |
| --------------- | --------------- | ---- | ---- | ---- | ---- | ---- | ---- | ---- | ---- | ---- |
| Mundial en Ruta | Mundial en Ruta | —    | Ab.  | —    | —    | —    | —    | —    | —    | —    |

—: No participa

Ab.: Abandono